# Condado de Saint Charles
O Condado de Saint Charles (em inglês:  Saint Charles County) é um dos 114 condados do estado americano do Missouri. A sede e maior cidade do condado é St. Charles. Foi fundado em 1812.
O condado possui uma área de 1 535 km², dos quais 1 451 km² estão cobertos por terra e 83 km² por água, uma população de 360 485 habitantes, e uma densidade populacional de 248,3 hab/km² (segundo o censo nacional de 2010). É o terceiro condado mais populoso do Missouri.